# إيغون بولك
إيغون بولك (12 نوفمبر 1898 بفيينا في النمسا - 1981 في ألمانيا) هو مدرب كرة قدم ولاعب كرة قدم نمساوي في مركز الدفاع. شارك مع منتخب النمسا لكرة القدم. أما مع النوادي، فقد لعب مع نيويورك جاينتس وHakoah Vienna ‏.

## وصلات خارجية
- إيغون بولك على موقع قاعدة بيانات كرة القدم.إي يو (الإنجليزية)